# Municipio de Charleston (Carolina del Norte)
El municipio de Charleston (en inglés: Charleston Township) es un municipio ubicado en el  condado de Swain en el estado estadounidense de Carolina del Norte. En el año 2010 tenía una población de 11.982 habitantes.

## Geografía
El municipio de Charleston se encuentra ubicado en las coordenadas 35°26′30.35″N 83°24′34.56″O / 35.4417639, -83.4096000.